# 崔钟建
崔钟建（1926年1月9日—1973年11月15日），韩国SK集团创始人:95。

## 生平
崔钟建1926年出生于韩国水原市，是家中的长子。1944年，他从职业学校机械专业毕业后，在日本人经营的鲜京织物任见习技师:95:78。他24岁时与卢顺爱女士结婚，当年辞去在鲜京织物的职务，开始自己创业:95。1950年，鲜京工厂遭到破坏，鲜京员工在他的带领下重建了新的鲜京织物:79-81。
1953年4月8日，他从韩国政府买下原日本企业鲜京织物。他从鲜京织物仅有几台纺织机起价，经过10年的努力将鲜京发展成为拥有千余台机器的韩国纺织业巨头。1969年，鲜京开始生产聚酯原丝，完成从织物到原丝的飞跃。鲜京是韩国第一批醋酸纤维和聚酯纤维的生产者。:51:66
1973年1月，崔钟建从韩国政府收购了首尔沃克希尔酒店，使SK集团跨入韩国排名前列的财阀。当年11月，崔钟建去世，享年48岁，安葬於京畿道華城市峰潭邑的先塋。他的“从纤维到石油”的垂直战略由他的弟弟崔钟贤完成。:95

## 家庭
崔钟建与卢顺爱育有7个子女，3男4女。长子崔胤源曾任SK化学董事长、二儿子崔信源曾任SKC董事长、三子崔昌源曾任SK集团副总经理。长女崔贞源与前思想界顾文顾学莱的儿子顾光天结婚。二女儿崔恵源与前金融界人士的儿子SKC的社长朴长锡结婚。四女儿崔艺静与前中央情报部部长李厚洛的儿子李冬昱结婚。崔钟建和李厚洛关系密切，俩人称兄道弟。这门亲事也是两家大人订的，不过婚礼是在崔钟建去世后举办的。:93